# Adolf Schön
Adolf Schön (Wiesbaden, 8 april 1906 – Frankfurt am Main, 2 augustus 1987) was een Duits wielrenner, die professional was tussen 1930 en 1947.
Schön maakte furore als zesdaagserijder in de jaren 1930 en eindigde in zijn enige deelname aan de Ronde van Frankrijk in 1930 als 10e in het eindklassement.

## Belangrijkste overwinningen
1931
- Zesdaagse van Keulen; + Karl Göbel
- Zesdaagse van Dortmund; + Jan Pijnenburg
- Zesdaagse van Berlijn; + Jan Pijnenburg

1932
- Zesdaagse van Frankfurt; + Oskar Tietz

1933
- Zesdaagse van Brussel; + Jan Pijnenburg
- Zesdaagse van Dortmund; + Paul Buschenhagen
- Zesdaagse van Keulen; + Karl Göbel

1936
- Zesdaagse van Parijs; + Kees Pellenaars

1937
- Duits kampioenschap baan stayers, Elite

1947
- Duits kampioenschap baan stayers, Elite

## Resultaten in voornaamste wedstrijden
| Jaar | Ronde van Italië | Ronde van Frankrijk | Ronde van Spanje |
| ---- | ---------------- | ------------------- | ---------------- |
| 1930 |                  | 10e                 |                  |